# 萊姆斯通大學
萊姆斯通大學（英語：Limestone University）是位於美國南卡羅來納州加夫尼的一所四年制私立大學，由一位在英國出生與受教育、名叫湯瑪斯可堤斯（Thomas Curtis）的學者在1845年所成立。萊姆斯通大學是南卡羅來納州、也是全美國第一所女子學院。這間大學是南卡羅來納州第三古老的學院，校區內有數十棟建築物。2025年4月29日，該校在官方網站上宣佈倒閉。

## 歷史

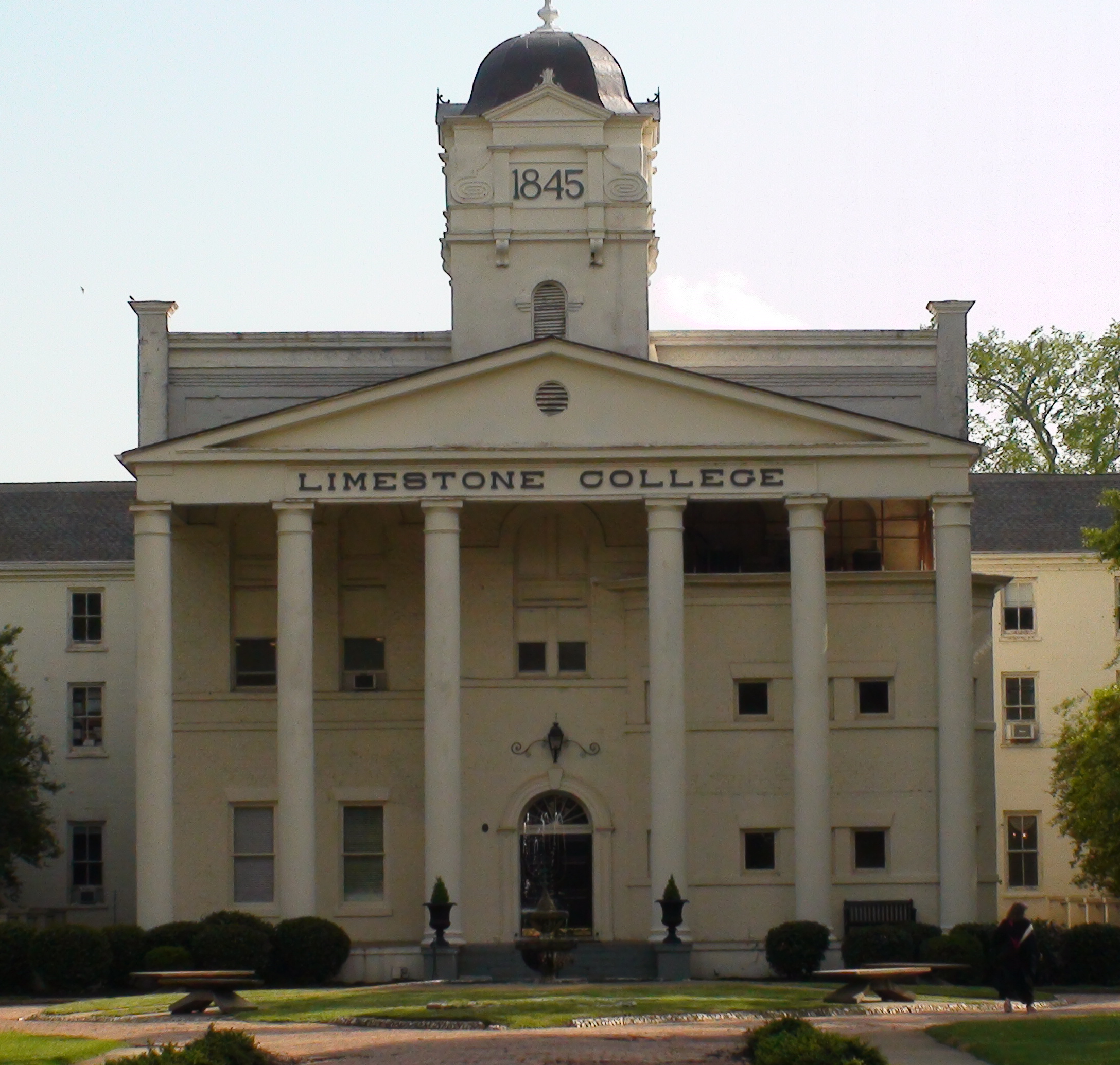

2020年，萊姆斯通學院改名為萊姆斯通大學。2025年，萊姆斯通大學面臨資金周轉不靈的問題，於是在同年4月24日當天發起了一項名為"一起為萊姆斯通大學(Together for Limestone)的募款活動。在募款活動中，當地的一個基金會贈與該大學一百萬美金，希望該校持續營運。在為期兩個星期的募款活動結束後，統計一共募集到兩百一十萬美金，但是這間大學截至目前為止有六百萬美金的資金缺口，只好宣佈倒閉。

## 排名
- 根據美國新聞與世界報導，萊姆斯通大學排名在區域性大學南部第76名[8]。

## 校友
- 蓋洛·佩里

## 校刊
- 該校定期出版的校刊"今日萊姆斯通雜誌（Limestone Today Magazine）[9]。

## 資料來源
1. ↑  National Aeronautics and Space Administration
2. ↑  U.S.Department of Education
3. ↑  NCES General information: Academic year 2023-24
4. ↑  萊姆斯通大學官方網站 校園地圖
5. ↑  Limestone University Board Votes To Close The School, Discontinuing Both On-Campus & Online Degree Programs
6. ↑  $1 Million Gift Gives Limestone University Hope To Remain Open
7. ↑  180-year-old Christian university in South Carolina to close after $6M fundraiser falls short
8. ↑  U.S.News Limestone University Rankings
9. ↑  issuu Limestone University

## 外部連結
- 萊姆斯通大學官方網站